# Mercat
|  | Per a altres significats, vegeu «Mercat (desambiguació)». |

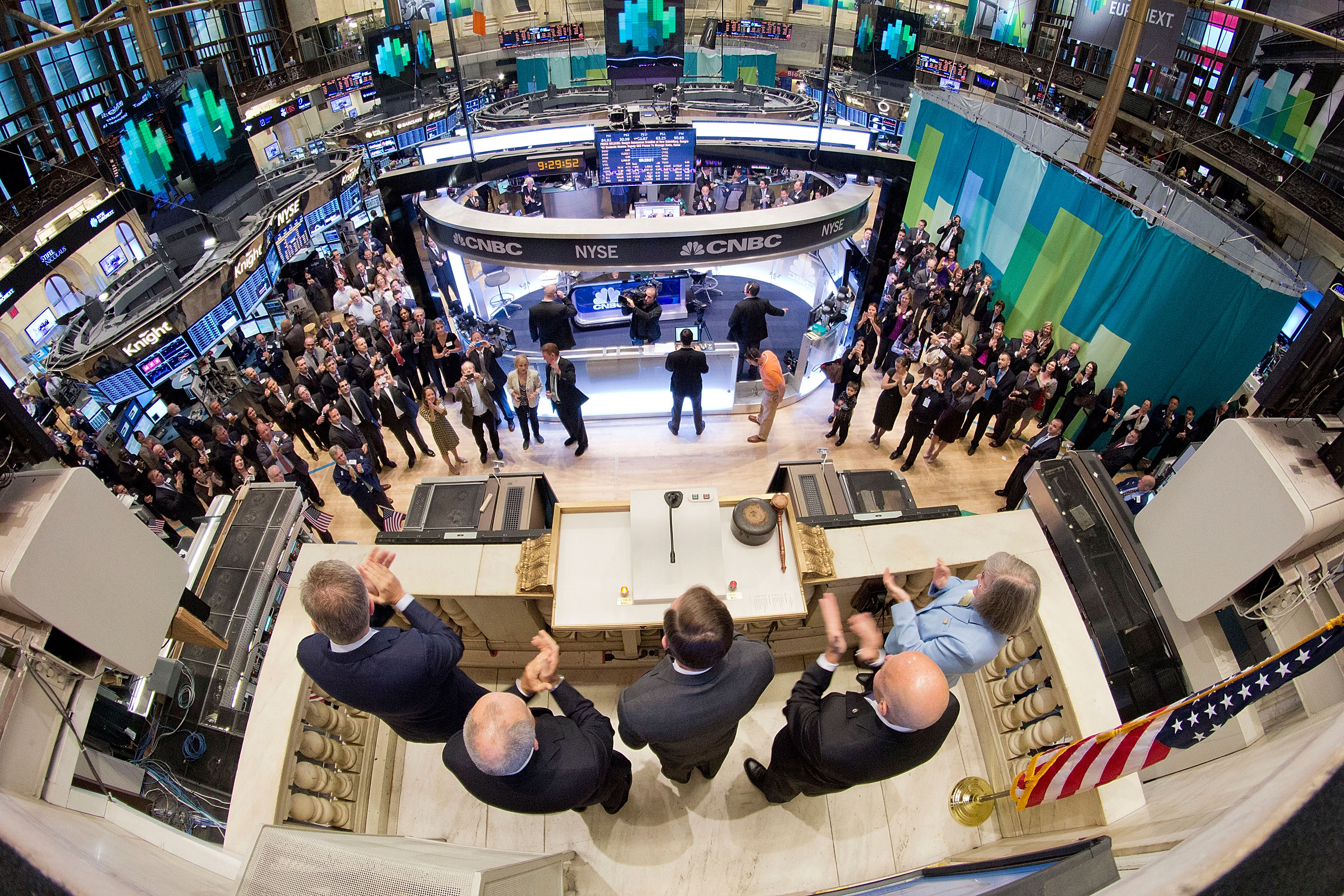
La Borsa de Nova York és un tipus de mercat especialitzat en l'intercanvi d'accions i altres productes financers

En la ciència de l'economia, un mercat és un mecanisme o acord per mitjà del qual els venedors i els compradors poden intercanviar productes i/o serveis o qualsevol cosa de valor, el qual està governat per la teoria de l'oferta i la demanda. L'existència d'un mercat assequible redueix els costos d'una transacció. Els diferents mercats es poden classificar segons els criteris següents:
- Grau de concentració: Nombre d'empreses o venedors que hi ha al mercat. També el nombre de demandants.
- Influència sobre el preu: Els preus poden estar marcats pel mercat o pot ser que les empreses hi puguin influir.
- Grau d'homogeneïtat/ tipus de producte: Un mercat és homogeni quan els productes són intercanviables.
- Intensitat de competència: La tensió en què les empreses lluiten dins el mercat per vendre més.
- Grau de transparència / informació perfecta o imperfecta: Informació de què disposen tant venedors com compradors sobre el producte que es ven al mercat.
- Barreres d'entrada o sortida: Obstacles que impedeixen sortir o entrar en el mercat (un paradigma de barrera són els aranzels).

## Tipus de mercats

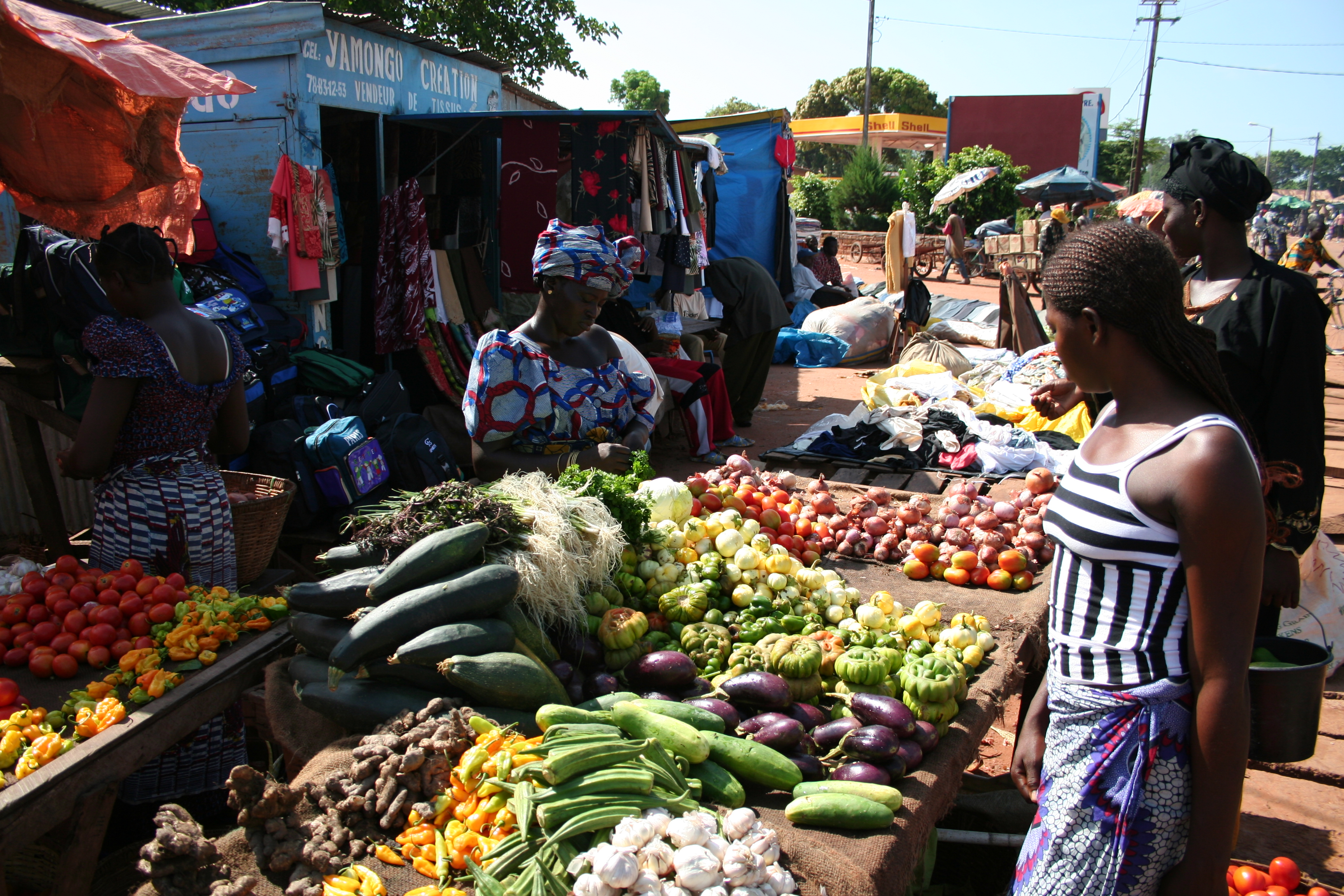
Mercat de productors a Burkina Faso

Els mercats tenen característiques especials en la seva estructura. Aquestes característiques poden ser influenciades pel nombre i la grandària de les empreses que operen en el mercat, el grau de diferenciació dels productes que s'ofereixen i la possibilitat i facilitat de l'accés de noves empreses al mercat. Així doncs, en l'economia existeixen quatre tipus de mercats principals:
- Competència perfecta: un mercat sense restriccions d'entrada amb un gran nombre d'empreses petites (en relació al mercat en conjunt) que venen el mateix producte (que no pot ser diferenciat d'un altre, anomenat producte homogeni) al mateix preu, el qual està determinat per les forces del mercat.
- Monopoli: un mercat amb una sola empresa que produeix un producte pel qual no hi ha cap substitut; l'entrada a aquest mercat està limitada per barreres explícites o implícites; l'empresa té el poder del mercat per a determinar el preu del producte.
- Competència monopolista: un mercat format per un gran nombre d'empreses petites (en relació al mercat en conjunt), que ofereixen productes diferenciats (amb característiques úniques); aquest mercat no té barreres a l'entrada de noves empreses. Els productes tenen característiques que els separen d'altres (per exemple, pastes de dents amb característiques úniques); atès que hi ha diferències entre els productes, les empreses tenen un grau relatiu de poder de mercat, per a establir els preus.
- Oligopoli: un mercat amb poques empreses que generen tota la producció del mercat de manera que les empreses tenen un grau relatiu de poder de mercat i llur polítiques afecten a les altres empreses.

## Altres sistemes
El concepte oposat a l'economia de mercat, és l'economia planificada. En aquest sistema les decisions es realitzen pels planificadors o pel govern per mitjà d'un model centralitzat que determina el tipus de productes i les quantitats que s'han de produir i la seva distribució. El comunisme utilitza aquest sistema.